# Coteau-du-Lac
Coteau-du-Lac es una ciudad de la provincia de Quebec, Canadá. Está ubicada en el municipio regional de condado de Vaudreuil-Soulanges y a su vez, en la región del Vallée-du-Haut-Saint-Laurent en Montérégie. Hace parte de las circunscripciones electorales de Soulanges a nivel provincial y de Vaudreuil-Soulanges a nivel federal.

## Geografía
Coteau-du-Lac se encuentra ubicada en las coordenadas 45°17′00″N 74°10′00″O / 45.28333, -74.16667. Según Statistique Canadá, tiene una superficie total de 47,06 km² y es una de las 1135 municipalidades en las que está dividido administrativamente el territorio de la provincia de Quebec.

## Demografía
Según el censo de Canadá de 2011, había 6842 personas residiendo en esta ciudad con una densidad de población de 145,4 hab./km². Los datos del censo mostraron que de las 6346 personas censadas en 2006, en 2011 hubo un aumento poblacional de 496 habitantes (7,8%). El número total de inmuebles particulares resultó de 2631 con una densidad de 55,91 inmuebles por km². El número total de viviendas particulares que se encontraban ocupadas por residentes habituales fue de 2569.